# Dvakrát Alexandr
Dvakrát Alexandr (původně francouzsky Alexandre bis, do češtiny překládáno též jako Alexandr dvakrát či Alexandr podruhé), H. 255, je jednoaktová opera buffa Bohuslava Martinů z roku 1937.

## Vznik
Opera vznikla u příležitosti Světové výstavy 1937 v Paříži. Při hledání vhodné předlohy doporučil kulturní atašé Československé republiky spisovatele André Wurmsesa. Martinů údajně projevil přání, aby v opeře mohla například zpívat kočka. Překvapený spisovatel tento požadavek nemohl splnit, nabídl ale předlohu, kde zpívá portrét na stěně. To skladatele zaujalo a předlohu přijal.

## Osoby
| Armanda               | soprán  |
| Alexandr              | baryton |
| Alexandr              | baryton |
| Oskar                 | tenor   |
| Portrét - vypravěč    | bas     |
| Filoména - vypravěčka | alt     |

## Obsah opery
Opera se odehrává v pařížském měšťanském salonu okolo roku 1900. Služebná Filoména uklízí a stěžuje si na svůj život. Manžel, vousatý Alexandr, žádá Filoménu, aby přinesla ukrytý kufr a potají odchází, údajně na nádraží, naproti svému stejnojmennému bratranci z Ameriky. Alexandrův portrét na stěně se pohoršuje nad zradou svého modelu, nad jeho útěkem od manželky. Na návštěvu za manželkou Armandou přichází Oskar, muž, se kterým se seznámila během dovolené. Je oblečen ve sportovním a nabízí jí lekci v jízdě na bicyklu. Armanda jeho dvoření odmítne s poukazem na to, že "je žena slušná a řádná". Oskar odchází.
Přichází bezvousý Alexandr-bratranec a naznačuje, že Alexand-manžel utekl. Armanda se do něj na první pohled zamiluje a podléhá mu, což s nelibostí komentuje Alexandrův obraz i služebná Filoména. Armanda má poté sny plné výčitek svědomí. V prvním snu se oba Alexandři navzájem vraždí. Ve druhém snu bohyně manželství v podání Filomény odsuzuje Armandu a ta je unášena démony - vousatými tanečnicemi. Ve třetím snu se objevuje nápadník Oskar a tančí s Armandou na kolečkových bruslích. Armanda prosí o sltování.
Je opět ráno a služebná Filoména uklízí v salonu a stěžuje si na svůj život. Vchází Alexand-manžel, ale bez plnovousu a loučí se s Armandou před odchodem do úřadu. Během loučení zjišťuje, že se i jeho žena změnila.
Po odchodu "manželského milence" přichází Oskar. K jeho překvapení Armanda pozvánku na lekci jízdy na kole tentokrát přijme. Manželův portrét zůstane sám a pronáší morality o tom, že manžel manželku nemá uvádět v pokušení.

## Nahrávky
- Supraphon 1982 (vydáno: 1984 LP, 1994 CD 11 2140-2 611) zpívají: René Tuček, Richard Novák, Vladimír Krejčík, Daniela Šounová-Brouková, Anna Barová, orchestr Janáčkovy opery v Brně, dirigent: František Jílek. Nahrávka v češtině, překlad Eva Bezděková.